# Sima Lozanić
Simeon "Sima" Lozanić (cirílico serbio: Сима Лозанић) (Belgrado, 1847-"ibidem",1935) químico serbio, presidente de la Academia de las Artes y de las Ciencias de Serbia, primer rector de la Universidad de Belgrado, ministro de asuntos exteriores, ministro de industria y diplomático.

## Biografía
Simeon Lozanić nació el 24 de febrero en Belgrado. Completó sus estudios legales en Belgrado y estudió química con el profesor Johannes Wislicenius en Zúrich y el profesor August Wilhelm von Hofmann en Berlín, doctorándose el 19 de marzo de 1870 por la Universidad de Zúrich. Fue profesor de la Universidad de Belgrado desde 1872 y en la Facultad de Filosofía de la Universidad de Belgrado hasta 1924.
Cuando la Universidad de Belgrado se fundó en 1905, estuvo entre los ocho primeros catedráticos a tiempo completo que eligieron al resto del personal. Sima Lozanić fue elegido entonces rector. En su ceremonia de inauguración, dijo:
"Nuestra antigua creencia de que el pueblo serbio se unirá no por la escritura de libros sino por las armas fue desastrosa para el intelecto de nuestra gente. Yo creo lo contrario – que la educación será el principal factor en resolver esa importante cuestión nuestra que ya se habría solucionado si hubiéramos cuidado mejor nuestra educación. Por tanto, creo que la educación es la fuerza que consigue todas las metas. Al tener una educación más avanzada, todo en la vida de nuestro pueblo sería mejor y más exitoso."
Sus clases de química igualaron, quizás sobresalieron en algunos casos, a las de las mejores universidades europeas. Se organizaban con laboratorios bien equipados y bibliotecas, y dieron algunos de los mejores libros de química. El mismo Lozanić escribió varios de estos libros, que cubrían varias áreas de la química como la química inorgánica, la química orgánica y la tecnología química, y que obtuvieron gran reconocimiento internacional. Por ejemplo, su manual de química inorgánica fue el primer texto europeo con la tabla periódica de Dmitri Mendeléyev y uno de los primeros con un capítulo sobre termoquímica. Sus libros de química orgánica fueron de los primeros en representar componentes químicos con fórmulas estructurales. Realizó además diversas investigaciones en varias áreas de la química; algunos de sus trabajos versaban sobre la electrólisis donde investigó las reacciones del CO y el CO2 con otras substancias bajo los efectos de descargas eléctricas. Publicó unos 200 papers sobre química aplicada y experimental.
Hizo el primer análisis de aguas termales del spa de Gamzigrad en 1889. Fue miembro de la Sociedad Académica Serbia desde el 30 de enero de 1873, miembro adjunto de la Academia Real Serbia desde el 23 de enero de 1888 y de pleno desde el 21 de marzo de 1894. Fue presidente de la Real Academia Serbia dos veces- de 1899 a 1900 y de 1903 a 1906. Y de 1907 a 1912 fue presidente de la Sociedad Serbia de Química.
Fue ministro de industria desde el 15 de octubre de 1894 al 25 de junio de 1895 y del 11 de octubre de 1897 al 30 de junio de 1899, ministro de asuntos exteriores del 21 de marzo de 1894 al 15 de octubre de 1894 y del 23 de diciembre de 1902 al 23 de marzo de 1903 y diplomático mediando en guerras de entonces. Lozanić fue embajador de Serbia en Londres desde 1900 y presidente de la ayuda a los refugiados serbios en 1916 y de la misión humanitaria estadounidense de Serbia desde 1917.
Fue nombrado doctor en ciencias de la Universidad de Belgrado y falleció a los 89 años. Su hijo Milivoje S. Lozanić fue también químico y heredó el puesto de su padre como catedrático de química.

## Legado
La Academia de las Artes y de las Ciencias de Serbia preparó una exposición en 1993 en su honor. Su vida fue investigada por el químico Snežana Bojović, en su libro Sima Lozanić. Está incluido entre los 100 serbios más prominentes según un libro.